# Gilles Bannier
Pour les articles homonymes, voir Bannier.
Gilles Bannier, né à Perpignan, est un réalisateur français. Il a notamment réalisé des séries télévisées françaises ayant reçu un certain succès critique : la saison 2 d'Engrenages, Reporters, Les Beaux Mecs.

## Biographie
Originaire de Perpignan, Gilles Bannier développe dès sa jeunesse une passion pour le cinéma grâce à son père.

## Filmographie

### Réalisateur
- 1996- 1997 : Les Zèbres, La 5e
- 2007- 2009 : Reporters (série télévisée)
- 2008  : Engrenages (série télévisée)
- 2011 : Les Beaux Mecs 2 épisodes L'évasion  et Tony le dingue
- 2015 : Paris (série télévisée)[2]
- 2015 : Tunnel, saison 2 (série télévisée)
- 2015 : Arrêtez-moi là
- 2016 : In the Dark (2 × 60 min - BBC 1)
- 2017 : Tin Star (saison 1)
- 2017 : Tunnel (saison 3)
- 2018 : Tin Star (saison 2)
- 2019 : Marcella (saison 3)
- 2023 : Blue Lights  (saison 1)

### Assistant réalisateur
- 1990 : La Gloire de mon père d'Yves Robert
- 1990 : Le Château de ma mère d'Yves Robert
- 1992 : Maigret, épisode Maigret et les plaisirs de la nuit de José Pinheiro
- 1992 : L'Inconnu dans la maison de Georges Lautner
- 1993 : Les Visiteurs de Jean-Marie Poiré
- 1996 : Le Cri de la soie d'Yvon Marciano
- 1996-1997 : Highlander 3 épisodes
- 1999 : Adieu, plancher des vaches ! d'Otar Iosseliani
- 2001 : Le Baiser mortel du dragon de Chris Nahon

## Théâtre
- 2018 : La Femme de ma vie d'Andrew Payne, adaptation Robert Plagnol, mise en scène Gilles Bannier, Festival d'Avignon off[3]

## Distinctions
- Festival du film de Sarlat 2015 : Prix du jury jeunes pour Arrêtez-moi là
- Prix Italia 2011 et prix Italia Jeunesse - Les beaux mecs